# PTT Bangkok Open
Il PTT Bangkok Open è stato un torneo femminile di tennis che si è disputato a Bangkok in Thailandia. Fin dal 2005 il torneo si è giocato sul cemento.

## Albo d'oro

### Singolare
| Anno | Campionessa      | Finalista           | Punteggio          |
| ---- | ---------------- | ------------------- | ------------------ |
| 2005 | Nicole Vaidišová | Nadia Petrova       | 6-1, 6-7(5-7), 7-5 |
| 2006 | Vania King       | Tamarine Tanasugarn | 2-6, 6-4, 6-4      |
| 2007 | Flavia Pennetta  | Yung-Jan Chan       | 6-1, 6-3           |

### Doppio
| Anno | Campionesse                 | Finalista                                | Punteggio     |
| ---- | --------------------------- | ---------------------------------------- | ------------- |
| 2005 | Shinobu Asagoe Gisela Dulko | Conchita Martínez Virginia Ruano Pascual | 6-1, 7-5      |
| 2006 | Vania King Jelena Kostanić  | Mariana Díaz Oliva Natalie Grandin       | 7-5, 2-6, 7-5 |
| 2007 | Sun Tiantian Yan Zi         | Ayumi Morita Junri Namigata              | Walkover      |